# Gabriele Danzer
Gabriele Danzer, geborene Gabriele Karl, (* 11. April 1942 in Schwäbisch Gmünd; † 5. Februar 2016) war eine deutsche Emailkünstlerin.

## Leben
Gabriele Danzer wurde am 11. April 1942 als Gabriele Karl in Schwäbisch Gmünd geboren. Nach einem Abschluss als Emailleurin bildete sich Danzer von 1963 bis 1965 als Kunsterzieherin fort.
Seit den 1970ern lebte Gabriele Danzer mit ihrem ebenfalls als Künstler tätigen Mann in Engstingen-Kohlstetten.
Danzer stellte ihre Werke unter anderem in Tokio, Tallinn, Québec, Limoges und Los Angeles aus und blieb bis zu ihrem 70. Lebensjahr aktiv, ehe sie ihre Arbeit aufgrund gesundheitlicher Probleme einstellen musste.
Am 5. Februar 2016 starb Gabriele Danzer im Alter von 73 Jahren.